# Геш Євген Іванович
Євге́н Іва́нович Ге́ш (5 березня 1987 — 29 жовтня 2014) — солдат Збройних сил України.

## Життєвий шлях
Народився у Комі АРСР, згідно інших даних — в селі Степне Тальнівського району. Проживав у місті Самбір з дружиною. Через рік після народження первістка дружина Євгена померла. Євген з малюком повертається до батьків на Черкащину.
В часі війни мобілізований літом 2014-го, навідник-кулеметник, 2-й десантний аеромобільний батальйон, 80-та окрема десантно-штурмова бригада.
29 жовтня 2014-го загинув у бою з російськими бойовиками поблизу села Сокільники Новоайдарського району. Військовики потрапили у засідку, БТР десантників терористи підбили; Геш кулеметним вогнем прикривав відхід групи, чим врятував життя побратимів. Група, котра змогла відійти, бачила, як БТР горів.
Без Євгена лишились батьки, 6-річний син.
Тіло не знайдено.

## Нагороди
За особисту мужність і героїзм, виявлені у захисті державного суверенітету та територіальної цілісності України, вірність військовій присязі під час російсько-української війни, відзначений — нагороджений
- орденом «За мужність» III ступеня (посмертно)